# Радоњић (Ђаковица)
Радоњић (алб. Radoniq) је насељено место у општини Ђаковица, на Косову и Метохији. Према попису становништва из 2011. насеље више нема становника.

## Становништво
Према званичним пописима, Радоњић има следећи број становника:
| Демографија | Демографија | Демографија |
| Година      | Становника  | Становника  |
| ----------- | ----------- | ----------- |
| 1948.       | 409         |             |
| 1953.       | 455         |             |
| 1961.       | 465         |             |
| 1971.       | 495         |             |
| 1981.       | 283         |             |
| 1991.       | 101         |             |
| 2011.       | 0           |             |